# Neoregelia ruschii
Neoregelia ruschii là một loài thực vật có hoa trong họ Bromeliaceae. Loài này được Leme & B.R.Silva mô tả khoa học đầu tiên năm 2001.